# Сражение при Бауцене
Сражение при Бауцене (фр. Bataille de Bautzen, нем. Schlacht bei Bautzen) — сражение 20—21 мая 1813 года между Наполеоном и объединённой русско-прусской армией под командованием российского генерала Витгенштейна под Баутценом (40 км восточнее Дрездена).
Второе сражение Наполеона в кампании 1813 года последовало на востоке Саксонии, через 3 недели после сражения при Лютцене на западе Саксонии с той же русско-прусской армией под командованием Витгенштейна. Закончилось отступлением союзников в Силезию и заключением через две недели перемирия до 11 августа.

## Предыстория
30 декабря 1812 года прусский генерал Йорк и генерал русской армии Дибич подписали Таурогенскую конвенцию. Согласно конвенции прусский корпус генерала Йорка объявлялся нейтральным и более не препятствовал операциям русской армии. Узнав об измене Йорка,
Мюрат спешным образом отступил за Вислу: Восточная Пруссия и «все прочие прусские земли к востоку от Вислы сразу же оказались под контролем русских». К началу весны 1813 года союзная русско-прусская армия под командованием фельдмаршала Кутузова, а после его смерти (28 апреля) — генерала Витгенштейна, контролировала значительную часть Германии . Были освобождены Берлин и Пруссия. 16 марта прусский корпус генерала Блюхера пересёк границу Силезии и двинулся в Саксонию. 27 марта Винцингероде занял Дрезден. Русско-прусская объединённая армия рассредоточилась по территории Саксонии и двинулась к Лейпцигу. Однако к маю Наполеон подготовил свежую армию взамен уничтоженной в России в 1812 году. После неудачного сражения при Лютцене с Наполеоном 2 мая русско-прусская армия, при которой находились и их монархи, отступила за Эльбу и заняла позицию за Баутценом, городком в Саксонии в 40 км восточнее Дрездена.
Потери союзников (русские и пруссаки) после поражения при Лютцене были восполнены подходом 13-тысячного русского корпуса Барклая-де-Толли, который высвободился после падения крепости Торн. Кроме этого подошли ещё 6—7 тыс. резервов. Русско-прусская армия стала даже сильнее, чем была в сражении при Лютцене.
19 мая, накануне сражения при Бауцене, союзники сделали вылазку силами 24-тысячного отряда под командованием Барклая-де-Толли против французского корпуса Лористона (Сражение при Кёнигсварте и Вайсиге) и ранним утром 20 мая вернулись на бауценовскую позицию. В ходе боя в 15 км к северу от Бауцена пруссаки потеряли 1880, а русские около 1 тысячи солдат. Урон французов точно не известен, но значительно превосходил потери союзников (только в плен взято около 1760 французов).
Штаб Русско-прусской объединённой армии находился в населённом пункте Вуршен примерно в одиннадцати километрах восточнее Баутцена. В штабе присутствовали фельдмаршалы Михаил Богданович Барклай-де-Толли, Иван Иванович Дибич-Забалканский и прусские военачальники.

## Силы противников и диспозиция
Позиция союзников при Бауцене состояла из двух линий.
Передовая позиция тянулась вдоль правого берега реки Шпрее поперек главной дороги, в центре её находился Бауцен, обнесённый каменной стеной. Городок был заранее подготовлен к обороне, возведены дополнительные укрепления. Передовую линию занимали войска под командованием генерала Милорадовича.
Основная позиция располагалась очагово на высотах за Бауценом и тянулась на 12 км. Её левый фланг (южный) прикрывал горный хребет, за которым находилась территория Австрийской империи, на правом (северном) фланге было множество болот и оврагов. Крайний левый фланг занимал корпус Горчакова, затем в центре стояли прусские корпуса Йорка и Блюхера, разделенные речкой Блезарт. Крайний правый фланг замыкал корпус Барклая-де-Толли. Русская гвардия находилась в резерве.
20 мая союзники располагали 65 тыс. русских и 28 тыс. прусских войск при 610 орудиях. Из них около 24 тысяч кавалерии (в том числе 7 тысяч казаков) и 8 тысяч артиллеристов.
Наполеон имел значительный перевес в силах — 143 тысячи солдат, однако был слабее в кавалерии (12 тыс.) и особенно в артиллерии (350 орудий).
Непосредственно у Бауцена Наполеон имел 4 пех. корпуса и гвардию (100 тыс. солдат), с севера подходили ещё 3 корпуса маршала Нея (45 тыс. солдат). Корпуса (3-й, 5-й, 7-й) под начальством Нея были отправлены для захвата Берлина, но позднее Наполеон перенацелил их для генерального сражения, справедливо полагая, что в случае разгрома союзников Берлин и так достанется победителю. Приказ Наполеона Нею был отправлен слишком поздно, так что Ней не успел бы к сражению. Однако накануне по совету Жомини Ней сам повернул войска, и, таким образом, подошёл всеми корпусами ко второму дню сражения.
Силы Наполеона располагались в следующем порядке (отсчет с правого фланга, или левого фланга союзников):
12-й корпус (Удино, 20 тыс.), 11-й корпус (Макдональд, 12 тыс.) перед Бауценом, 6-й корпус (Мармон, 20 тыс.), 4-й корпус (Бертран, 20 тыс.). Гвардия Наполеона (15 тыс.) находилась в резерве. Маршал Сульт возглавлял левый фланг Наполеона, маршал Удино — правый.
В отличие от предшествующего сражения при Лютцене, при Бауцене командующий русско-прусской армией Витгенштейн избрал чисто оборонительную тактику, используя сложный рельеф местности. План Наполеона заключался в следующем: ложной атакой отвлечь резервы союзников на их левый фланг, а потом, нацелив главный удар по правому крылу, обойти его силами маршала Нея и прижать русско-прусские войска к богемским горам.

## Битва

### 20 мая
Атака Наполеона началась в 10 часов утра. Макдональд штурмовал укреплённый Бауцен, маршалы Удино и Сульт должны были овладеть высотами вдоль передовой позиции союзников на Шпрее. После 3 часов дня французы смогли форсировать Шпрее в нескольких местах. Мощная батарея из 40 орудий стала бить во фланг русского корпуса Евгения Вюртембергского (правый фланг), который не мог отстреливаться, так как большая часть русской артиллерии была заблаговременно отправлена по приказу Милорадовича на основную позицию. К 6 часам вечера правое крыло русских отошло к основной позиции. Захватив к тому времени Бауцен, французы без особого успеха атаковали левый фланг Милорадовича.
Особенно ожесточенные бои развернулись за высоты на крайнем правом фланге, где против 5 тысяч пруссаков Клейста сражались 20 тысяч французов из корпуса Бертрана. Отразив с помощью подкреплений фронтальные атаки Бертрана, Клейст тем не менее был вынужден к 8 часам вечера отойти на главную позицию, будучи обойдённым Мармоном слева.
Вечером 20 мая в бой с аванпостами Барклая на крайнем правом фланге вступили передовые части подошедшего с севера Нея.
Бои затихли только в 10 часов вечера и стоили союзникам 2600 солдат.

### 21 мая
В 5 часов утра 21 мая сражение возобновилось. Корпуса маршалов Макдональда и Удино штурмовали позиции левого фланга союзников, нанося отвлекающий удар. Витгенштейн убеждал царя Александра I во второстепенности удара на левом фланге, однако российский монарх настоял, чтобы большая часть резервов была переброшена на левый фланг (чего и добивался Наполеон), который возглавлял Милорадович. Усиленный Милорадович контратаковал и к 2 часам дня отбил ранее потерянные позиции.
На правом фланге с 6 часов утра повели наступление на позиции Барклая 3 пехотных корпуса из группировки Нея. Ней получил от Наполеона простой приказ: следовать на колокольню селения Гохкирхен. Если бы Ней достиг Гохкирхена, расположенного в тылу левого фланга союзников, все дороги отступления союзников оказались бы перерезаны.
Барклай располагал всего 12 тысячами солдат против 45 тысяч французов, преимуществом ему служили выгодная позиция на господствующей высоте и сильная артиллерия. Завязав бой с главными силами Барклая, Ней послал две дивизии (10 тыс.) из корпуса Лористона в обход расположения союзников. Барклай был вынужден отступить к 11 часам утра на новую позицию за рекой Лебау, в результате чего оголился фланг соседнего прусского корпуса Блюхера. Совместной атакой прусские части Блюхера и русские полки Барклая оттеснили французов из местечка Прейтиц и восстановили линию фронта.
Узнав об отходе Нея из Прейтица, Наполеон после полудня привел в действие войска центра, ожидавшие до того успеха флангового наступления Нея. Под мощным давлением прусские корпуса подались назад, но, получив подкрепление резервными русскими полками, попытались отбить потерянные высоты. В этот момент к 2 часам дня Наполеон бросил в бой гвардию и артиллерийский резерв, одновременно Ней вновь захватил Прейтиц. Вместо первоначального движения на Гохкирхен Нею пришлось вести бой с корпусом Блюхера, в тыл которому он смог выйти.
В то время, как русские войска прочно удерживали позиции на левом фланге, оборона центра, особенно на стыке центра с правым крылом, была дезорганизована. Дальнейшее продвижение французов (корпуса Лористона) отрезало бы союзникам пути отхода. Однако Ней приказал Лористону оказать поддержку своим действиям. Давление на центр (позицию Блюхера) многократно усилилось. В 4 часа дня объединённая армия была вынуждена начать отступление тремя колоннами по дороге, «которая все ещё была открыта благодаря усилиям войск Барклая». Сначала под прикрытием корпуса Л. Йорка, арьергардов (русской лейб-гвардии и тяжелой кавалерии) отошла прусская колонна Блюхера, затем корпус Барклая. Замыкала отход колонна левого фланга под командованием Милорадовича. Войска правого фланга и центра упорядоченно отступали на Райхенбах. Левого — на Лёбау.
Граф А. Ф. Ланжерон отмечал:
Манёвр был завершён в величайшем порядке и без малейших потерь, как и все прочие отступления, которые провела за время войны эта превосходная русская армия благодаря своей безупречной дисциплине, умению повиноваться и прирождённой храбрости русских солдат и офицеров.

## Итог
За два дня сражения союзники потеряли около 12 тыс. человек (6400 русских солдат и 5600 прусских). На 37-й стене Храма Христа Спасителя указаны потери русских в 6400 солдат, что совпадает с цифрой военного историка М. И. Богдановича. Российский историк Безотосный пишет о потерях антифранцузских войск в 10—12 тысяч. По другим данным, потери русско—прусской армии составили около 20 тысяч человек. За проявленную доблесть 7 генералов были награждены орденом Святого Георгия 3-й ст., что свидетельствует о достаточно высокой оценке результатов сражения, несмотря на отступление.
Французские потери составили 18—20 (или 12—18) тысяч. Соотношение потерь будет ещё более невыгодным для французской стороны, если включить результаты дела при Кёнигсварте 19 мая.
Союзная армия организованно отходила, отбиваясь от наседавшего авангарда Наполеона. Передают горестное восклицание Наполеона по результатам сражения: «Как! Такая бойня и никаких результатов!»
Если для русской армии отход представлял собой выгодный тактический манёвр, для пруссаков последствия были тяжелее. Боевые действия перенеслись на территорию Пруссии.

## Последствия
После второго подряд неудачного сражения император Александр I заменил 22 мая 1813 года главнокомандующего Витгенштейна на более опытного и старшего по выслуге лет в чине Барклая-де-Толли. Из записок Михайловского-Данилевского следует, что отставку Витгенштейна инициировал генерал Милорадович как равный в чине, но более старший, чем Витгенштейн, по выслуге лет в чине генерала от инфантерии.

Собственный рассказ М. А. Милорадовича по запискам А. И. Михайловского-Данилевского:

Я поехал поутру к графу Витгенштейну и сказал ему: зная благородный образ ваших мыслей, я намерен с вами объясниться откровенно. Беспорядки в армии умножаются ежедневно, все на вас ропщут, благо отечества требует, чтобы назначили на место ваше другого главнокомандующего. «Вы старее меня, — отвечал граф Витгенштейн, — и я охотно буду служить под начальством вашим или другого, кого император на место моё определит». 
Русские войска в составе объединённой армии, отступая в Силезию, дали ряд удачных арьергардных сражений. 22 мая 1813 года французы настигли русский арьергард у деревни Райхенбах. Барон фон Оделебен, саксонский офицер в штабе Наполеона, наблюдал:
Распоряжения касательно обороны спорной высоты делают величайшую честь командиру русского арьергарда (герцогу Евгению Вюртембергскому). Дорога на Райхенбах, спускающаяся с противоположной стороны холма, на выходе из города делает поворот. Русский генерал до самого конца сохранял преимущество, которое давала ему позиция, и его войска не отступили до тех пор, пока не подошли столь крупные силы французов, что сопротивление стало совершенно невозможно. Сразу после этого его видели защищавшим ещё одну высоту между Райхенбахом и Маркерсдорфом, где он вновь остановил движение французов.
Эшелонированное отступление русского арьергарда «заставило французов продвигаться черепашьими шагами», что «взбесило» Наполеона . Он взял командование авангардом на себя. Арьергард русских занял позицию за деревней Маркерсдорф. Наполеон с боем пробился через деревню. Однако, первый же залп русской артиллерии смертельно ранил его гофмаршала и ближайшего друга Жерара Дюрока.
После изматывающих сражений при Лютцене и Бауцене армия Наполеона совершенно расстроилась, солдаты утомились от непрерывных безрезультатных боёв. Снабжение французских войск было неудовлетворительным. Войска были истощены, число заболевших резко возросло. Крупные силы русских под командованием Чернышева и Воронцова были близки к захвату Лейпцига с обширными складами в глубоком тылу французской армии. Наполеону необходимо было «привести в порядок французскую кавалерию и предпринять меры против возможного вмешательства Австрии» на стороне коалиции.
Александр I писал:
«Все сражения, имевшие место в Саксонии в апреле мае, были даны с целью задержать Наполеона и выиграть время для Австрии, которая непрестанно заявляла о том, что собирается вмешаться».
К концу мая 1813 года остро обнажились разногласия в Главном штабе Александра. Не была устранена главная проблема — «нехватки резервов» для действий против французов одновременно, как в Силезии, так и для защиты Берлина внутренних районов Пруссии. Люди голодали. Кроме того, многомесячные бои «в сочетании с неумелым управлением Витгенштейна довели армию до состояния замешательства»: командующий не знал «точного местоположения своих боевых подразделений, их численности».
29 мая Барклай-де-Толли предложил отвести армию за Одер к базам снабжения. Однако для Пруссии этот шаг грозил потерей Силезии, Берлина, Бранденбурга и, как следствие — срыва присоединения Австрии к коалиции. 2 июня Блюхер и Йорк заявили, что в случае отвода русских частей за Одер прусская армия будет вынуждена отделиться для защиты Пруссии.
В течение первой недели июня «вся стратегия Александра грозила развалиться». Однако его выдержка и самообладание дали результат: 4 июня Наполеон согласился на посредничество Австрии в переговорах и приказал «доверенным лицам» подписать перемирие (см. Плейсвицкое перемирие). Впоследствии Наполеон вспоминал, что этот шаг был «одним из худших решений в его жизни», так как дальнейшее наступление французов разделило бы русские и прусские силы и «отпугнуло» бы австрийцев. Первоначально Наполеон пытался «начать переговоры напрямую с русскими». Однако Александр отверг такую возможность.
Барклай не мог поверить в удачу: Наполеон дал ему ещё больший срок, чем он сам планировал, для восстановления армии. Барклаю «не нужно было рисковать разрывом с Пруссией или Австрией или же проводить преобразования в разгар военных операций». Ланжерон, получив сообщение о перемирии, направился в штаб Барклая:
Он встретил меня шумным хохотом: столь бурное проявление радости было вовсе не типично для него. Мы оба смеялись над Наполеоном. Барклай, все генералы и наши монархи были пьяны от радости и имели на то все основания.
Нессельроде подчеркивал «уникальность» текущего момента:
 Впервые с 1793 г. армии всех трёх восточноевропейских монархий имели потенциальную возможность объединиться и сосредоточить свои силы на одном и том же театре военных действий. Они имели превосходство над Наполеоном в численности, моральном духе и организации.
В «течение следующих двух с половиной месяцев высшая европейская дипломатия сосредоточилась на небольшой территории между ставкой Наполеона в Дрездене» и главным штабом коалиции в Райхенбахе. 27 июня в Райхенбахе был подписан договор между Австрией , Россией и Пруссией (см. «Рейхенбахская союзная конвенция Австрии, Пруссии и России») об условии присоединения Австрии к 6-й антинаполеоновской коалиции. Заключены субсидные конвенции (см. Рейхенбахские конвенции 1813 г.). Разработан план совместных действий войск коалиции «Трахенбергский план». Военная кампания 1813 года возобновилась 11 августа, но уже с большим перевесом в силах у союзников, к которым присоединилась Австрия.